# 旅の途中で
「旅の途中で」（たびのとちゅうで）は、2008年3月12日に発売された石井竜也の23枚目のシングル。

## 解説
アルバム『PENDULUM』先行シングル。初回盤はミュージック・ビデオ収録DVD同梱。初回盤と通常盤ではジャケットが異なる。

## 収録曲
作詞・作曲：石井竜也
初回盤 通常盤 共通

### DISC.1 （CD）
1. 旅の途中で
編曲：TATOO　Strings arrange：弦一徹
「人生」を歌った石井の曲として珍しい、激しく歌い上げているロック調の曲。石井曰く
「『迷っている』情感を強く打ち出し、『迷ってもいいんだよ』ということを主張した」[1]。歌の内容は実体験であり、普段から自分に言い聞かせていることでもあるとのこと[2]。ミュージック・ビデオは自らの作品である振り子の椅子に座り歌い続ける内容。
2. THE PENDULUM OF LIFE〜Piano version〜
編曲:光田健一
「旅の途中で」の連作。「素直に自分の気持ちに応えてみよう」と軽く背中を押してあげるようなバラード[1]。アルバム「PENDULUM」に通常ヴァージョンが収録。
3. 印象派夕景〜G.A. version〜
編曲：光田健一
アルバム『PENDULUM』収録同曲のInstrumental。石井曰く「何年に一度しか紡げないようなメロディ」で「僕の映像体験のすべてを注入した」。古いイタリア映画のワンシーンと若き日のソフィア・ローレンの姿を狙い、万が一、3本目の映画を撮るとしたらこんな感じの曲を下地に置きつつ制作してみたいと思い描きながら作った[1]。

### DISC 2 （初回盤DVD）
1. Opening〜FULCRUM〜
2. 旅の途中で〜Video Clip〜

## 収録アルバム
| 曲名                 | 収録アルバム | 発売日        | 備考                                                 |
| -------------------- | ------------ | ------------- | ---------------------------------------------------- |
| 旅の途中で           | 『PENDULUM』 | 2008年3月26日 | 14thオリジナル・アルバム                             |
| THE PENDULUM OF LIFE | 『PENDULUM』 | 2008年3月26日 | 14thオリジナル・アルバム（アルバムヴァージョン収録） |
| 印象派夕景           | 『PENDULUM』 | 2008年3月26日 | 14thオリジナル・アルバム（アルバムヴァージョン収録） |